# Assemblée nationale populaire
Pour les articles homonymes, voir ANP, CPN et NPC.
Pour les autres articles nationaux ou selon les autres juridictions, voir Assemblée nationale.
Pour les autres articles nationaux ou selon les autres juridictions, voir Assemblée populaire nationale.
XIVe législature
XIIIe législature
Palais de l'Assemblée du Peuple
L'Assemblée nationale populaire ou ANP (en chinois simplifié : 全国人民代表大会 ; chinois traditionnel : 全國人民代表大會 ; pinyin : Quánguó Rénmín Dàibiǎo Dàhuì ; nom également traduit plus exactement par Congrès populaire national ou CPN et abrégé Congrès du Peuple, mais traduit aussi informellement en Assemblée populaire nationale), est le parlement monocaméral, institution du pouvoir législatif de la république populaire de Chine. La majeure partie du pouvoir de l'ANP est déléguée au Comité permanent de l'Assemblée nationale populaire (CPANP), qui se compose d'environ 170 députés et se réunit en sessions bimensuelles continues, lorsque l'ANP n'est pas en session.
L’ANP se réunit une fois par an pour une session d'une dizaine de jours dans le palais de l'Assemblée du Peuple, à Pékin.
L'assemblée est également connue par son nom anglais : National People's Congress ou NPC. Son nom en forme longue est le Congrès national des représentants du peuple de la république populaire de Chine (officiellement, 中华人民共和国全国人民代表大会, pinyin : Zhōnghuá Rénmín Gònghéguó Quánguó Rénmín Dàibiǎo-Dàhuì et en anglais : The National People’s Congress of the People’s Republic of China).

## Présentation
Les représentants, au nombre de 3 000 environ, sont élus pour cinq ans par un système de vote très indirect, fonctionnant comme un sénat : ses membres sont issus des instances exécutives des territoires (chacune des 34 provinces ou régions spéciales). Ils sont élus dans chacun d'eux, sachant que cette assemblée résulte elle-même d’élections au sein d'instances locales de plus faible rang.
Cette assemblée a un rôle plus symbolique car elle ne légifère pas directement, ses trop courtes sessions ne servant pratiquement qu'à présenter les résultats de l'année précédente et désigner pour l'année suivante les principaux responsables politiques à la tête du pays et du parti unique, et ensuite approuver la politique présentée par le président élu, le reste de la législation étant ensuite à l'initiative directe du pouvoir exécutif gouvernemental, dont la responsabilité devant cette assemblée n'existe donc que quelques jours par an.
Les sessions plénières sont donc limitées. Les dirigeants vont ensuite décider librement de la politique sociale et économique menée à suivre. Ils vont aussi décider de réglementations dans tous les domaines de la vie publique, sociale, familiale, culturelle et ceux de la santé, de l'environnement, de la sécurité, et des relations internationales.
Durant tout le reste de l'année, les membres de l'ANP (ou CPN) ne siègent que dans leurs provinces au sein des déclinaisons locales de l'assemblée, où ils ont la charge de faire appliquer la politique décidée par le gouvernement central (et présentée par les responsables désignés à la session plénière). Ils devront présenter les résultats de leur exercice à la session suivante. La pression sur ces membres peut être très forte pour éviter des sanctions si les résultats présentés ne sont pas conformes aux objectifs ou sont falsifiés. Ce mode de fonctionnement peut expliquer l'émergence d'affaires de corruption chez certains membres, très sévèrement sanctionnés ensuite par la justice chinoise (non indépendante, et elle aussi soumise au pouvoir de l'exécutif gouvernemental et à des objectifs annuels de résultats).
Toutefois les représentants des deux régions administratives spéciales de Hong Kong et Macao sont élus directement et disposent d'une plus forte autonomie pour légiférer localement dans de nombreux domaines. Ils ont un statut particulier au sein du Congrès, et contrairement aux autres provinces dont la politique locale est très opaque, ces deux régions rendent compte publiquement de leurs actions législatives et exécutives durant leurs législatures.
Bien qu'ayant théoriquement des pouvoirs étendus, l'Assemblée nationale populaire (ANP) ou Congrès populaire national (CPN) est totalement soumise au Parti communiste chinois. Elle élit formellement un président de la République, le candidat unique proposé par le Parti, celui-ci devenant en même temps secrétaire général du PCC et président (pour 5 ans). L'ANP élit également le vice-président, le Premier ministre (pour 5 ans) et le Comité permanent de l'Assemblée nationale populaire qui détient le pouvoir législatif.
L'Assemblée a également le pouvoir de réviser la Constitution. Comme tous les organes de l'État, elle est placée sous la direction du Parti communiste chinois.

## Déclinaison locale et élection de l'ANP
Chaque village, ville, métropole, province possède une assemblée populaire qui élit l'assemblée populaire au-dessus d'elle, jusqu'au niveau national. Distinct des conseils municipaux nommés, ces assemblées élues n'ont que peu de pouvoirs, mais sont représentatives au sens où elles doivent comporter un certain pourcentage d'hommes, de femmes, de minorités et de chaque classe sociale. Chaque corporation, université vote pour l'Assemblée populaire de la ville.

## Affaires judiciaires au sein de l'assemblée et répression
En 2000, Cheng Kejie un ancien vice-président de l'Assemblée nationale populaire chinoise est condamné pour corruption. Il a été exécuté à Pékin le 14 septembre 2000, après sa condamnation à mort le 31 juillet 2000 pour avoir reçu des pots-de-vin d'une valeur de 41 millions de yuans (4,9 millions de dollars).
En 2013, selon un rapport de l'Institut Hurun, l'ANP compterait dans ses rangs 83 délégués milliardaires sur ses 2 987 membres et 175 membres du comité permanent. Parmi ceux-ci, Zong Qinghou, l'homme d'affaires le plus riche de Chine.
En septembre 2016, 45 parlementaires représentant la province du Liaoning, au sein de l'Assemblée nationale populaire, ont été expulsés pour avoir acheté des voix lors de leur élection en 2013. Parmi ceux-ci figure Wang Wenliang, un milliardaire chinois. Le président de l'ANP Zhang Dejiang déclare : « La fraude électorale au Liaoning a défié les limites de tolérance du système politique chinois, s'engageant à adopter une attitude de tolérance zéro contre toute infraction dans les élections. »